# Giải vô địch bóng đá trong nhà châu Á 2000
Giải vô địch bóng đá trong nhà châu Á 2000 được tổ chức ở Băng Cốc, Thái Lan từ ngày 5 tháng 5 đến ngày 12 tháng 5 năm 2000. Giải đấu này đã diễn ra như một giải đấu vòng loại cho giải vô địch bóng đá trong nhà thế giới 2000 ở Guatemala.

## Bốc thăm
| Bảng A                                             | Bảng B                                       |
| -------------------------------------------------- | -------------------------------------------- |
| Iran · Nhật Bản · Uzbekistan · Kyrgyzstan · Ma Cao | Thái Lan · Hàn Quốc · Kazakhstan · Singapore |

## Vòng bảng

### Bảng A
| Đội        | Tr | T | H | B | BT | BB | HS  | Đ  |
| ---------- | -- | - | - | - | -- | -- | --- | -- |
| Iran       | 4  | 4 | 0 | 0 | 44 | 7  | +37 | 12 |
| Nhật Bản   | 4  | 3 | 0 | 1 | 24 | 9  | +15 | 9  |
| Uzbekistan | 4  | 2 | 0 | 2 | 26 | 17 | +9  | 6  |
| Kyrgyzstan | 4  | 1 | 0 | 3 | 13 | 34 | −21 | 3  |
| Ma Cao     | 4  | 0 | 0 | 4 | 5  | 45 | −40 | 0  |

| Nhật Bản | 4 – 2 | Uzbekistan |
| -------- | ----- | ---------- |
|          |       |            |

| Iran | 22 – 0 | Ma Cao |
| ---- | ------ | ------ |
|      |        |        |

| Iran | 6 – 2 | Nhật Bản |
| ---- | ----- | -------- |
|      |       |          |

| Kyrgyzstan | 6 – 3 | Ma Cao |
| ---------- | ----- | ------ |
|            |       |        |

| Ma Cao | 1 – 12 | Nhật Bản |
| ------ | ------ | -------- |
|        |        |          |

| Uzbekistan | 15 – 6 | Kyrgyzstan |
| ---------- | ------ | ---------- |
|            |        |            |

| Uzbekistan | 4 – 6 | Iran |
| ---------- | ----- | ---- |
|            |       |      |

| Kyrgyzstan | 0 – 6 | Nhật Bản |
| ---------- | ----- | -------- |
|            |       |          |

| Ma Cao | 1 – 5 | Uzbekistan |
| ------ | ----- | ---------- |
|        |       |            |

| Iran | 10 – 1 | Kyrgyzstan |
| ---- | ------ | ---------- |
|      |        |            |

### Bảng B
| Đội        | Tr | T | H | B | BT | BB | HS  | Đ |
| ---------- | -- | - | - | - | -- | -- | --- | - |
| Kazakhstan | 3  | 2 | 1 | 0 | 26 | 6  | +20 | 7 |
| Thái Lan   | 3  | 2 | 0 | 1 | 19 | 9  | +10 | 6 |
| Hàn Quốc   | 3  | 1 | 1 | 1 | 18 | 14 | +4  | 4 |
| Singapore  | 3  | 0 | 0 | 3 | 4  | 38 | −34 | 0 |

| Hàn Quốc | 3 – 3 | Kazakhstan |
| -------- | ----- | ---------- |
|          |       |            |

| Singapore | 3 – 11 | Hàn Quốc |
| --------- | ------ | -------- |
|           |        |          |

| Kazakhstan | 4 – 3 | Thái Lan |
| ---------- | ----- | -------- |
|            |       |          |

| Kazakhstan | 19 – 0 | Singapore |
| ---------- | ------ | --------- |
|            |        |           |

| Thái Lan | 8 – 4 | Hàn Quốc |
| -------- | ----- | -------- |
|          |       |          |

| Singapore | 1 – 8 | Thái Lan |
| --------- | ----- | -------- |
|           |       |          |

## Vòng đấu loại trực tiếp
|  | Bán kết               | Bán kết    |                       |   | Chung kết | Chung kết |
|  |                       |            |                       |   |           |           |
|  | 11 tháng 5 – Băng Cốc |            |                       |   |           |           |
|  |                       |            |                       |   |           |           |
|  | Iran                  | 8          |                       |   |           |           |
|  | Iran                  | 8          | 12 tháng 5 – Băng Cốc |   |           |           |
|  | Thái Lan              | 2          |                       |   |           |           |
|  | Thái Lan              | 2          | Iran                  | 4 |           |           |
|  | 11 tháng 5 – Băng Cốc |            | Iran                  | 4 |           |           |
|  |                       | Kazakhstan | 1                     |   |           |           |
|  | Kazakhstan            | Kazakhstan | 1                     | 9 |           |           |
|  | Kazakhstan            |            |                       | 9 |           |           |
|  | Nhật Bản              | 6          |                       |   |           |           |
|  | Nhật Bản              | 6          | Tranh hạng ba         |   |           |           |
|  |                       |            |                       |   |           |           |
|  | 12 tháng 5 – Băng Cốc |            |                       |   |           |           |
|  |                       |            |                       |   |           |           |
|  | Thái Lan              | 8          |                       |   |           |           |
|  | Thái Lan              | 8          |                       |   |           |           |
|  | Nhật Bản              | 6          |                       |   |           |           |

### Bán kết
| Iran | 8 – 2 | Thái Lan |
| ---- | ----- | -------- |
|      |       |          |

| Kazakhstan | 9 – 6 | Nhật Bản |
| ---------- | ----- | -------- |
|            |       |          |

### Play-off tranh hạng ba
| Thái Lan | 8 – 6 | Nhật Bản |
| -------- | ----- | -------- |
|          |       |          |

### Chung kết
| Iran | 4 – 1 | Kazakhstan |
| ---- | ----- | ---------- |
|      |       |            |

## Các giải thưởng
| Đội đoạt giải vô địch bóng đá trong nhà châu Á 2000 |
| --- |
| Iran Lần thứ 2 |
| Amir Farrashi, Asghar Ghahremani, Safar Ali Kazemi, Mohammad Reza Heidarian, Reza Rezaei Kamal, Ahmad Baghbanbashi, Ahmad Pariazar, Kazem Mohammadi, Ali Saneei, Babak Masoumi, Vahid Shamsaei, Siamak Dadashi |
| Huấn luyện viên trưởng: Hossein Shams |

- Vua phá lưới
  -  Therdsak Chaiman (11 bàn)